# Fabresema sylviae
Fabresema sylviae är en fjärilsart som beskrevs av Holloway 1979. Fabresema sylviae ingår i släktet Fabresema och familjen björnspinnare. Inga underarter finns listade i Catalogue of Life.